# Mansarda

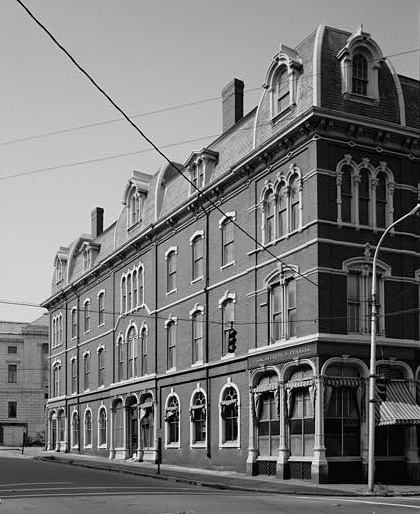
Le mansarde nel Palazzo Woodman a Portland (Maine), Stati Uniti, costruito nel 1867

La mansarda, in architettura, è un locale ricavato in un sottotetto o attico.

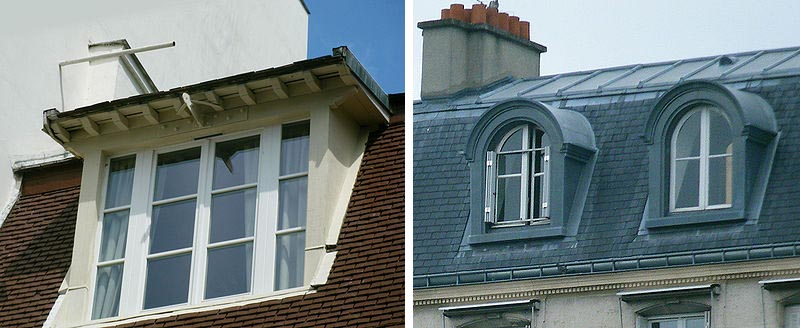
Mansarde a Parigi

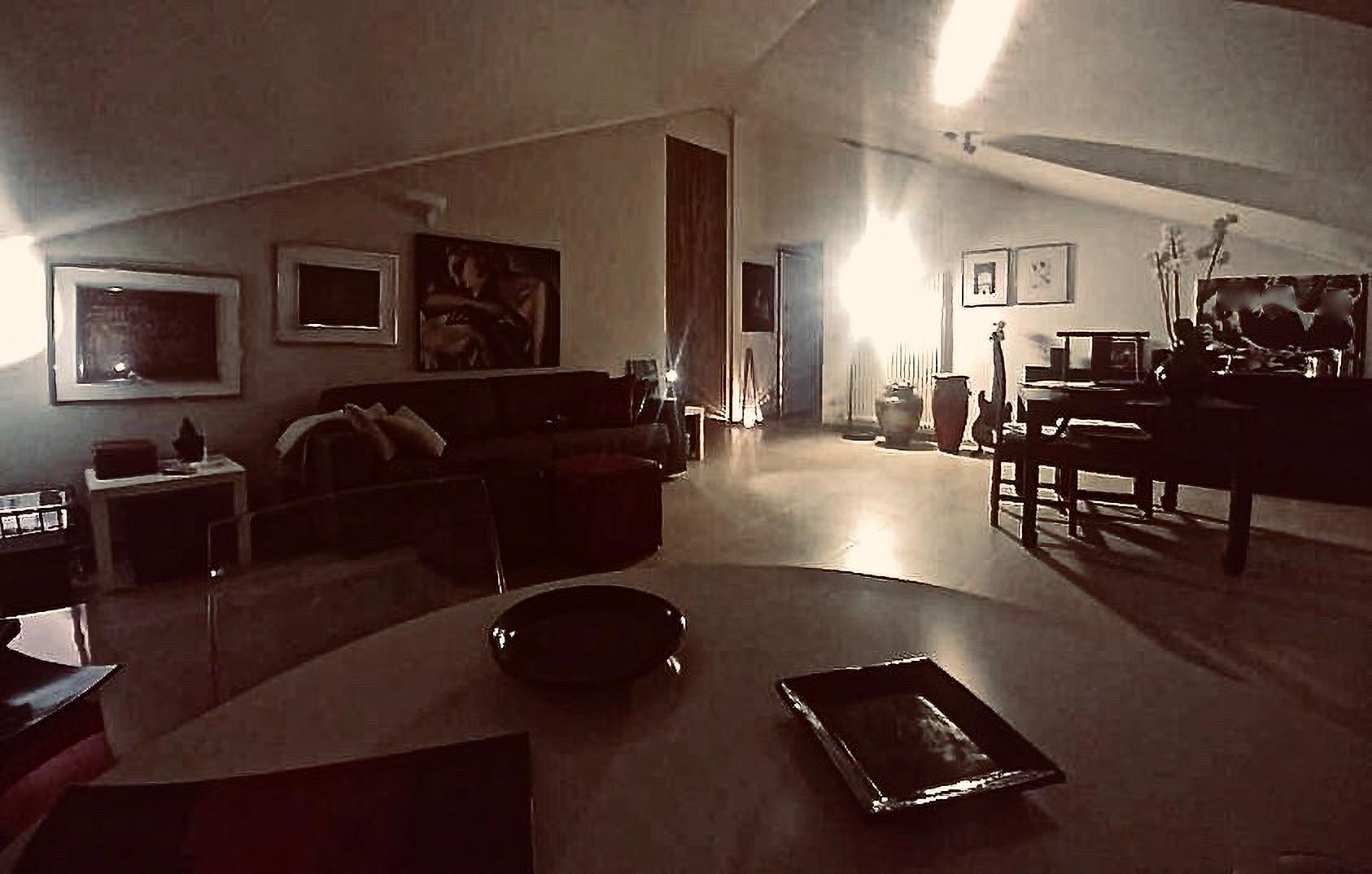
Mansarda (interno) a Sanremo

## Descrizione
Il termine "mansarda" deriva dal francese mansarde, a sua volta tratto dal nome dell'architetto francese François Mansart (1598-1666) che progettò per primo questo elemento architettonico del tetto e la sua struttura, rielaborando un particolare tipo di copertura già utilizzata nel Medioevo e ripristinata nel XVII secolo.
Il locale si ricava tramite una particolare disposizione della falda del tetto: una pendenza normale nella parte più alta e centrale (ossia la parte del colmo), una pendenza più inclinata, quasi verticale, nella parte più perimetrale (zona di gronda). Gli ambienti interni sottostanti (detti anch'essi mansarda) prendono luce da finestre poste nel tratto più inclinato, queste possono essere finestre verticali o abbaini che permettono di ottenere una buona luce.
Il tetto a mansarda ha due vantaggi: il primo è quello di essere estremamente bello ed elegante, il secondo è che completa e corona i palazzi (che vanno dai palazzi più importanti alle semplici case e condomini) e ottimizza gli spazi, difatti se ne ricava un piano in più illuminato dai lucernai, ossia le finestre posti sui tetti; questi ultimi erano già stati utilizzati nel medioevo francese e sono molto comuni nelle case parigine. Gli svantaggi emergono in caso di scarso isolamento termico del tetto, il che rende questi locali generalmente molto caldi d'estate e freddi d'inverno. 

## Metonimia
Si definisce "mansarda", per estensione, anche la parte dell'abitacolo che sovrasta la cabina di guida di un autocaravan per ospitare un letto matrimoniale, un letto singolo oppure dei pensili.